# Fragmentering (ekologi)
Fragmentering är inom landskapsekologi en beskrivning av landskapet när det upphör att vara ett sammanhängande område utan i stället blir uppdelat i fragment. Detta tar bort habitatkontinuiteten och minskar ytan på habitaten som ursprungsarterna behöver.

## Konsekvenser
Utökad utdöenderisk
När delpopulationer blir isolerade som följd av fragmentering blir avståndet mellan dem länge och spridningen mindre.
Minskad mångfald
Det finns ont om arter som trivs i små habitat. I kantzonerna som bildas efter fragmentering blir det dessutom en ny typ av klimat där ursprungsarterna sannolikt inte trivs.